# Kenneth S. Reightler
Kenneth Stanley Reightler junior (* 24. März 1951 auf der Naval Air Station Patuxent River, Bundesstaat Maryland, USA) ist ein ehemaliger US-amerikanischer Astronaut.

## Ausbildung
Reightler erhielt 1973 einen Bachelor in Luft- und Raumfahrttechnik von der United States Naval Academy und 1984 einen Master in Luftfahrttechnik von der Naval Postgraduate School sowie einen weiteren Master in Systems Management von der University of Southern California.
Im August 1974 schloss Reightler bei der United States Navy seine Ausbildung zum Marineflieger ab. Nach Stationierungen in Florida, auf Island und auf Sizilien durchlief er eine Ausbildung zum Testpiloten auf der U.S. Naval Test Pilot School in Maryland. Ab 1978 arbeitete er als Testpilot und als Ausbilder für Testpiloten. Im Juni 1981 wurde er auf den Flugzeugträger Dwight D. Eisenhower im Mittelmeer versetzt. Im März 1985 kehrte er an die U.S. Naval Test Pilot School als leitender Ausbilder für die Piloten zurück.

## Astronautentätigkeit
Nach einer vergeblichen Bewerbung für die elfte Astronautengruppe wurde Reightler im Juni 1987 von der NASA als Astronautenanwärter mit der zwölften Gruppe ausgewählt. Er war Leiter der Raumstationsabteilung des Astronautenbüros, Leiter der Abteilung Mission Support, leitender Verbindungssprecher (CAPCOM), leitender Astronaut für die Entwicklung von Flugsoftware und Computersystemen, Repräsentant der Abteilung Flight Crew Operations im Program Requirements Control Board, Wetterkoordinator für Space-Shuttle-Starts und -Landungen und Repräsentant des Astronautenbüros für Starts, Landungen und Startabbrüche.

### STS-48
Am 12. September 1991 startete Reightler als Pilot der Raumfähre Discovery zum ersten Mal in den Weltraum. Bei dieser fünftägigen Mission wurde der UARS-Satellit zur Erforschung der oberen Atmosphäre ausgesetzt. Der 6,5-Tonnen-Satellit führte eine der detailliertesten Studien der Erdatmosphäre durch, inklusive der Ozonschicht.

### STS-60
Am 3. Februar 1994 startete Reightler erneut als Pilot der Raumfähre Discovery ins All. Eine Besonderheit dieses Fluges war, dass mit Sergei Krikaljow zum ersten Mal ein russischer Raumfahrer mit einem amerikanischen Raumschiff flog. Die Wake Shield Facility und das Spacehab-Modul waren die Hauptnutzlasten an Bord.

## Nach der NASA
Im Juli 1995 schied Reightler aus der NASA aus und wechselte als Vizepräsident zu Lockheed Martin, seit September 2001 ist er Senior-Vizepräsident.

## Privates
Kenneth Reightler ist verheiratet und hat zwei Kinder.